# Damasco
Damasco (in arabo دمشق‎?, Dimašq) è la capitale della Siria. Città storica, nata nello stesso periodo delle civiltà mesopotamiche, in origine la sua popolazione era costituita da genti di stirpe semitica occidentale, successivamente note come Aramei. È considerata, al pari di Gerico, la più antica città del mondo fra quelle abitate in maniera continuativa perché secondo gli archeologi le prime testimonianze di abitazioni a Damasco risalirebbero al 9000 a.C. La capitale di questo Stato potrebbe quindi essere la città più antica del mondo tuttora esistente. Con 2 503 000 abitanti (stima del 2022) è la città più popolata, mentre l'area metropolitana, con oltre 5 000 000 di abitanti, è la più popolata della Siria, a seguito del declino della popolazione di Aleppo a causa della battaglia per la città.
Città bizantina fino alla conquista araba, attuata dall'esercito musulmano guidato da Khālid b. al-Walīd, da Abū ʿUbayda b. al-Jarrāḥ, Yazīd b. Abī Sufyān, Shuraḥbīl b. Ḥasana e da ʿAmr ibn al-ʿĀṣ. Damasco si arrese per accordo, conservando così la libertà di culto e i titoli di proprietà dei suoi abitanti (anche se all'epoca del califfo omayyade al-Walīd I b. ʿAbd al-Malik si disse che una parte della città, inconsapevole delle trattative era stata conquistata manu militari, legittimando le autorità musulmane a espropriare del tutto l'area sacra su cui sorgeva la cattedrale di San Giovanni Battista, trasformata nella Moschea degli Omayyadi).
Damasco fu dal 661 al 750 la capitale del califfato omayyade e fu solo con la vittoria degli Abbasidi che la sede califfale fu spostata a Baghdād. Declinò politicamente per tutto il periodo abbaside, per riacquistare importanza nel periodo ayyubide e mamelucco. In età ottomana decadde del tutto, trasformandosi in una cittadina di modesta rilevanza economica, pur mantenendo un certo prestigio culturale. Damasco è stata eletta capitale araba della cultura per il 2008. Questo segue una tradizione lunga nel mondo arabo e mussulmano che ha tratato Damasco come un centro di cultura e di studi islamici nel Medio Oriente.

## Geografia fisica

### Territorio
La città, da sempre considerata paradiso del Vicino Oriente, è attraversata dal fiume Barada, citato, nella Bibbia, con il nome di Abana e chiamato dai Greci Chrysorrhoas (fiume d'oro). Esso scorre al centro della fertile oasi della Ghuta, a una quota di circa 700 metri sul livello del mare. È dominata a nord-ovest dal Jabal Qasiyun, un monte dell'Anti-Libano, mentre a oriente si trova il deserto siriano. La città immersa nel verde degli ulivi, degli alberi da frutta e delle palme, nel passato dai visitatori era denominata Giardino del mondo.

### Clima
Damasco ha un clima mite grazie ai molti canali che l'attraversano. Molto caldo e secco in estate, fresco in inverno, a tratti relativamente freddo, con occasionali ma possibili nevicate.
| Damasco             | Mesi | Mesi | Mesi | Mesi | Mesi | Mesi | Mesi | Mesi | Mesi | Mesi | Mesi | Mesi | Stagioni | Stagioni | Stagioni | Stagioni | Anno |
| Damasco             | Gen  | Feb  | Mar  | Apr  | Mag  | Giu  | Lug  | Ago  | Set  | Ott  | Nov  | Dic  | Inv      | Pri      | Est      | Aut      | Anno |
| ------------------- | ---- | ---- | ---- | ---- | ---- | ---- | ---- | ---- | ---- | ---- | ---- | ---- | -------- | -------- | -------- | -------- | ---- |
| T. max. media (°C)  | 12   | 15   | 19   | 25   | 30   | 34   | 37   | 36   | 33   | 28   | 20   | 14   | 13,7     | 24,7     | 35,7     | 27       | 25,3 |
| T. min. media (°C)  | 0    | 1    | 4    | 7    | 11   | 14   | 17   | 16   | 13   | 9    | 4    | 1    | 0,7      | 7,3      | 15,7     | 8,7      | 8,1  |
| Precipitazioni (mm) | 28   | 23   | 17   | 8    | 3    | 0    | 0    | 0    | 0    | 7    | 21   | 26   | 77       | 28       | 0        | 28       | 133  |
| Giorni di pioggia   | 7    | 7    | 5    | 3    | 1    | 0    | 0    | 0    | 0    | 2    | 4    | 6    | 20       | 9        | 0        | 6        | 35   |

- fonte: Organizzazione meteorologica mondiale[4] (data 30 aprile 2010)

## Storia

### Nell'antichità
Le prime testimonianze della città si trovano nelle tavolette di Mari (1810-1750 a.C.) e negli archivi di Ebla (III 2500 a.C.). All'inizio del II millennio a.C. divenne amorrita e, alla metà di quello stesso millennio, entrò nella sfera di influenza egiziana, come viene confermato da alcune delle lettere di Amarna, l'archivio di corrispondenze ritrovato a fine Ottocento nella antica Akhetaton, capitale del faraone Akhenaton. Dopo la metà del secondo millennio, entrò nell'orbita del regno ittita e dopo la Battaglia di Qadeš, del 1274 a.C., divenne parte dell'impero ittita, ma per poco, perché ancora durante il regno di Ramesse II, Damasco rientrò nella sfera di influenza egiziana.

### Aram-Damasco
Nel IX secolo a.C. Damasco fu occupata dagli Aramei, che vi fissarono la loro capitale, Aram-Damasco, e la città assunse un ruolo primario nel controllo dell'espansione dei regni di Israele e di Giuda. Nel 732 a.C. la città venne conquistata dal re assiro, Tiglatpileser III e nel 572 a.C. dal re babilonese, Nabucodonosor II, che occupò la Siria e la Palestina inglobando nel suo impero anche Damasco. Nel 539 a.C. tutta la regione venne conquistata dal re persiano Ciro II, che ne fece una provincia (satrapia), il cui governatore (satrapo) risiedeva a Damasco.

### La Damasco greco-romana

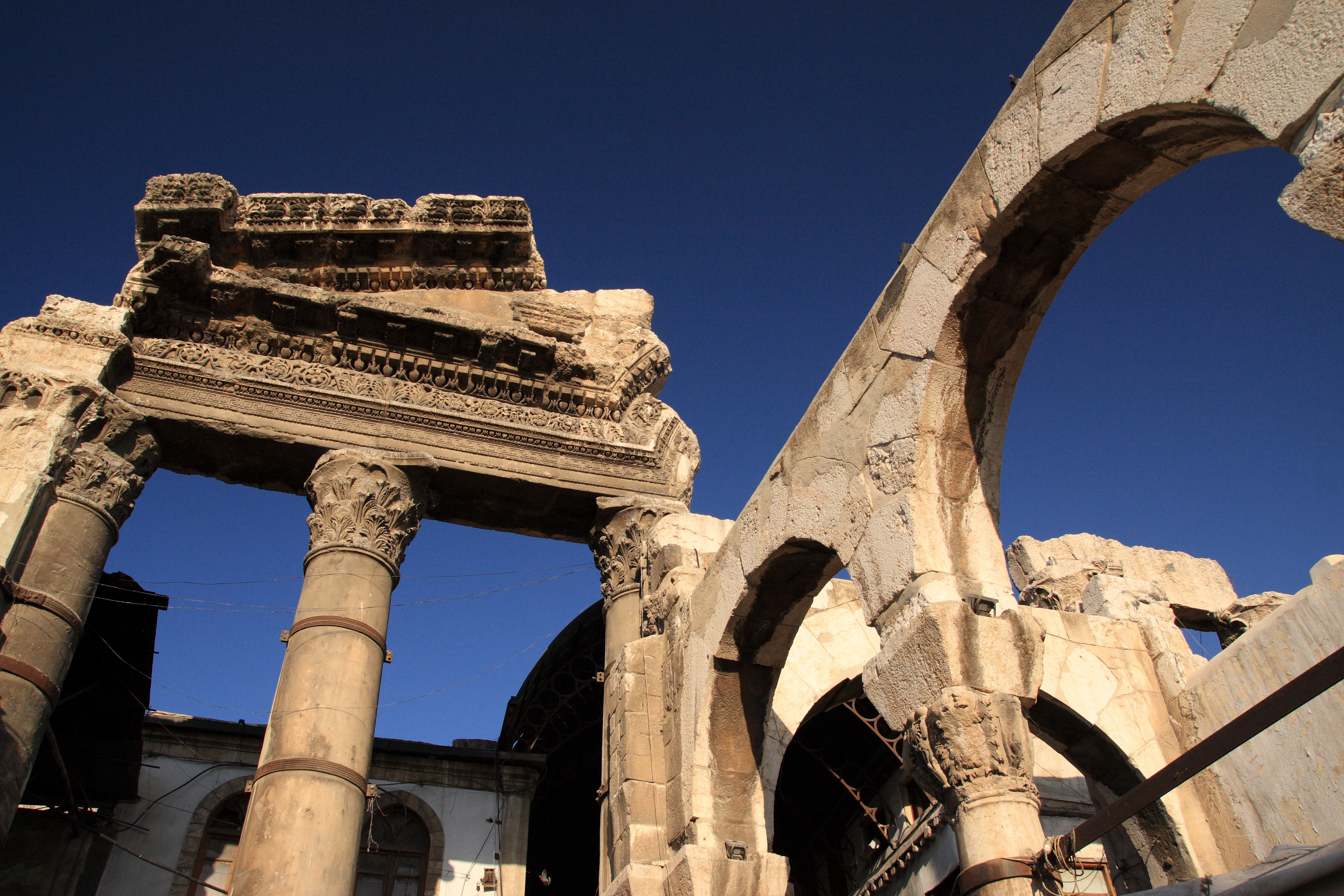
Il tempio romano di Giove.

Dopo la battaglia di Isso, del novembre 333 a.C., le truppe macedoni di Alessandro Magno occuparono la satrapia di Siria e nel 332 a.C. il generale Parmenione conquistò Damasco. Dopo la morte di Alessandro e la spartizione del suo impero, i Seleucidi, che avevano ereditato la parte orientale dei suoi domini - Mesopotamia, Siria, Persia e parte dell'Asia Minore - e i Tolomei, che si erano autoproclamati Faraoni d'Egitto, lottarono a lungo per il predominio sulla Palestina e la Fenicia. Damasco fu coinvolta negli scontri ed ebbe a soffrire la mancanza di un'amministrazione sicura fino alla conquista dei Nabatei (85 a.C. circa), che la tennero sino all'arrivo di Pompeo (64 a.C.). Damasco fece parte dell'Impero romano per circa 700 anni, inclusa nel territorio della provincia siriaca che aveva per capitale Antiochia, la terza città dell'impero.

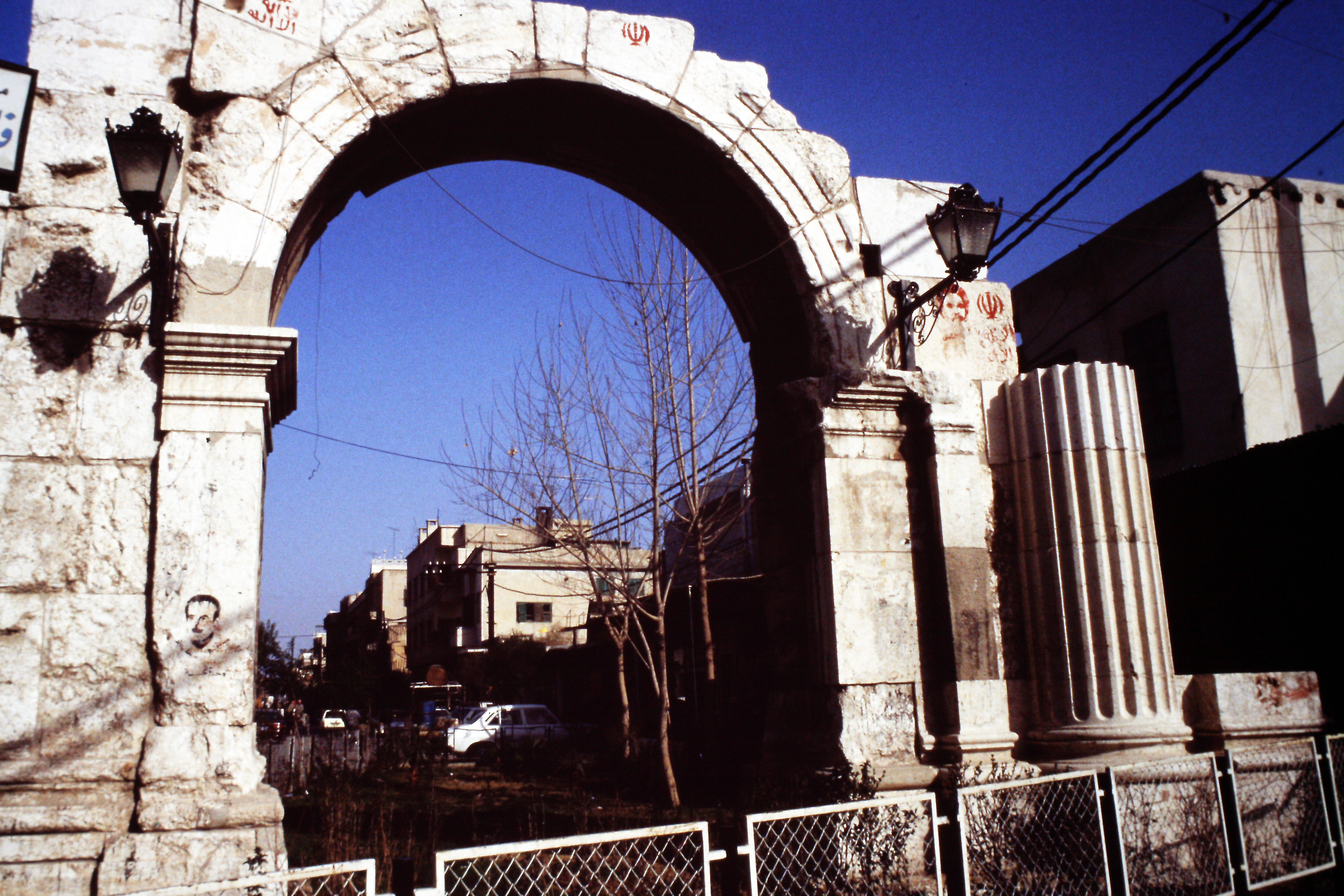
Arco romano

Solo alcuni anni dopo la conquista i Romani cedettero la città al controllo dei Nabatei che ne fecero una città-stato con un ruolo importante in ambito commerciale. Durante il periodo augusteo, la città fu arricchita di nuove costruzioni, tra cui un teatro, un ippodromo e un ginnasio, una via colonnata (come a Palmira e Apamea) e da un sistema idrico che prelevava l'acqua dal fiume Barada ed alimentava la città; nello stesso periodo fu dedicato un santuario al culto di Giove Damasceno.
Durante il I secolo d.C. la città fu visitata da San Paolo che proprio a Damasco venne in contatto con il capo della comunità cristiana, Anania. L'imperatore Adriano, nel 117, conferì a Damasco il titolo di metropoli, e Alessandro Severo, nel 222, la elevò al rango di colonia romana. Dopo l'adozione della religione cristiana, nel IV secolo con Teodosio I, il tempio di Giove Damasceno fu trasformato nella cattedrale di San Giovanni Battista.

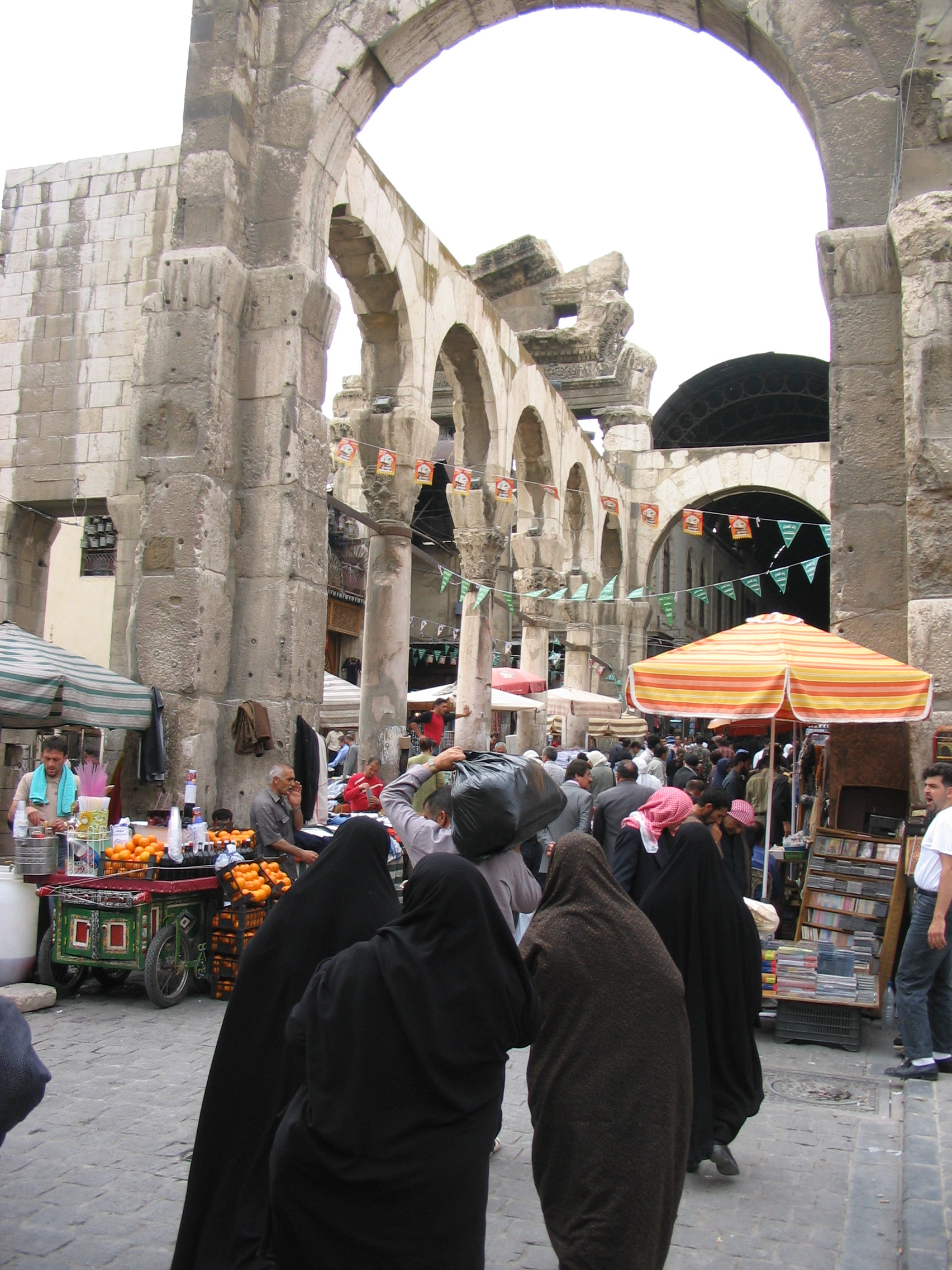
Resti della Chiesa Bizantina

Nel V secolo Damasco fece parte dell'impero bizantino e nel VI secolo, con Giustiniano, ebbe un ruolo di rilievo nella politica militare dell'imperatore, come postazione difensiva contro le tribù provenienti dal deserto siriano. Nel 614, tuttavia, la città subì un saccheggio da parte dell'esercito sasanide, guidato da Cosroe II.

### Il dominio arabo

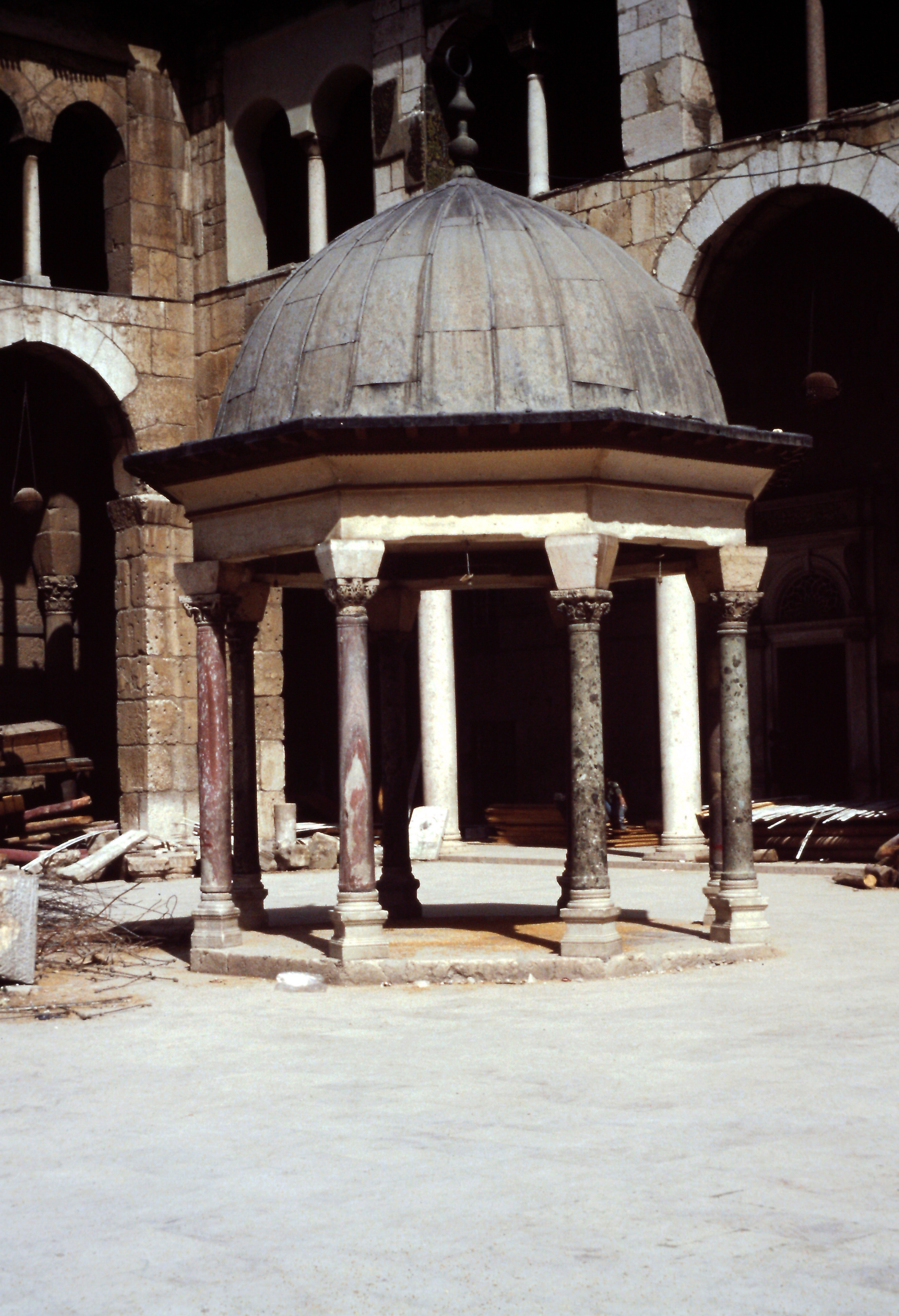
Grande Moschea, casa delle campane. Fu in questo periodo che venne edificata la grande moschea trasformando la cattedrale cristiana di san Giovanni Battista.

Nel 636, dopo la sconfitta di Eraclio I alla battaglia dello Yarmuk (agosto 636), Damasco fu conquistata dagli Arabi guidati da Khālid b. al-Walīd al termine di un assedio durato sei mesi. Sotto il governo del primo califfo omayyade, Muʿāwiya b. Abī Sufyān (661-680), Damasco divenne la capitale del califfato, un impero esteso dall'Atlantico fino all'Asia centrale e al fiume Indo, e la città fu abbellita con nuovi quartieri, palazzi e ospedali; fu migliorata la distribuzione dell'acqua, con la costruzione del canale Nahr Yazīd, esistente ancora oggi, e fu edificata la grande moschea trasformando la cattedrale cristiana di san Giovanni Battista.
Questa fase di splendore finì con l'ascesa al potere degli Abbasidi, che sterminarono gli Omayyadi e spostarono la capitale a Baghdad con il loro secondo califfo al-Manṣūr. Damasco perse di importanza e non fu più governata unitariamente ma fu divisa in quartieri, con proprie istituzioni - moschee, bagni pubblici, mercati, corpi di polizia e milizia civica - che si autogovernavano. All'interno dei quartieri i vari isolati tendevano a dividersi secondo etnia, confessione religiosa o corporazione artigianale. Inoltre gli Abbasidi cercarono di distruggere i segni della presenza degli usurpatori omayyadi, radendo al suolo, tra gli altri il palazzo di Muʿāwiya, detto al-Khaḍra (il palazzo Verde).
La decadenza della dinastia abbaside e del califfato portò Damasco sotto la sfera di influenza dell'Egitto (878), governato prima dai Tulunidi, poi dagli Ikhshididi ed infine, dal 969, dai Fatimidi. Nel 975 Damasco fu conquistata da un avventuriero turco, di nome Alteghin, che la governò per un breve periodo, con la protezione dell'imperatore di Bisanzio, Basilio II.

### L'epoca turca
Nel 1076 la città fu conquistata dai Turchi selgiuchidi, che ne fecero un importante snodo commerciale e la trasformarono in un baluardo contro i Crociati, che ne tentarono più volte la conquista. Dall'inizio del XII secolo la città fu retta per circa mezzo secolo dalla dinastia dei Buridi. In questo periodo l'economia della regione ebbe a soffrire delle feroci lotte tra Crociati, Turchi selgiuchidi e Fatimidi d'Egitto: i prodotti di prima necessità cominciarono a scarseggiare, per cui quando, nel 1154, l'atabeg turco di Aleppo e Mosul e fiero avversario dei Crociati in Siria, Nūr al-Dīn, diede l'ordine di attaccare la città, gli abitanti stremati lo accolsero come un liberatore, in grado di riportare la pace e la prosperità.
A Nūr al-Dīn, successe come sultano di Siria Salāḥ al-Dīn, già sovrano d'Egitto e capostipite della dinastia degli Ayyubidi, che governò sino al 1193. Di fede sunnita, moltiplicò a Damasco le scuole teologiche dotate di rendite che resero la città un importante centro intellettuale e religioso; sono di questo periodo la Madrasa al-Nūrī, la Madrasa al-ʿĀdiliyya e il Maristan di Nūr al-Dīn, uno dei più celebri ospedali del mondo medievale musulmano, e l'osservatorio di Qasiyun; inoltre la città, tornata capitale, si espanse fuori della cinta muraria. Nel 1219 iniziarono i lavori per la nuova cittadella, mentre i quartieri della città furono riorganizzati sulla base delle confessioni religiose. Infine, sotto il profilo commerciale, Damasco conobbe uno dei periodi più brillanti della sua storia, grazie alla fama dei broccati di seta, delle armature e delle lame damaschinate, sempre più richieste in Europa dopo che i Crociati ve le avevano diffuse.

### I Mamelucchi

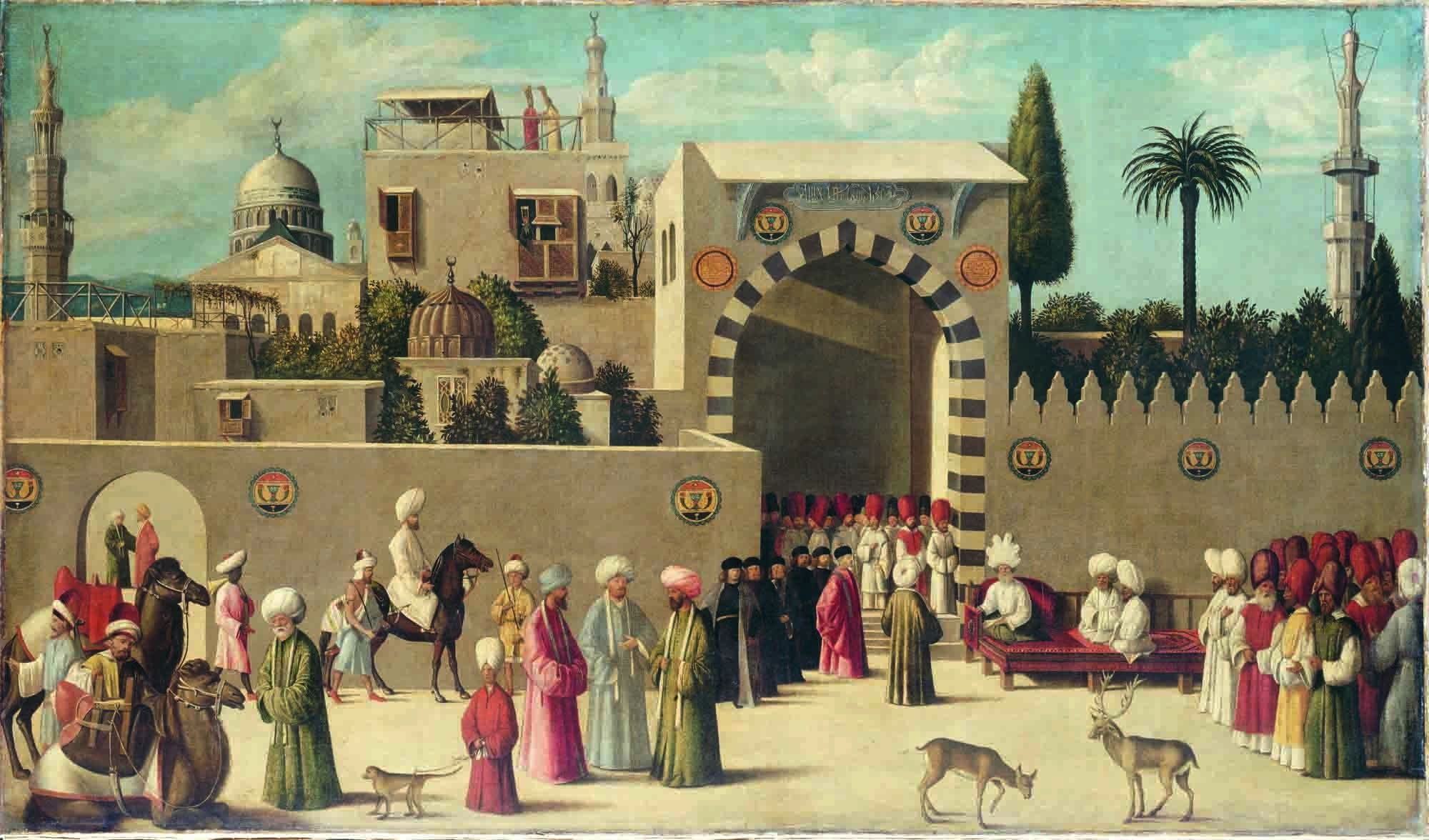
Veduta di Damasco nel 1511 dal dipinto di un anonimo veneziano: Ricevimento degli ambasciatori a Damasco.

Dopo le devastazioni dei Mongoli di Hulagu Khan, nel 1260 prese il potere la dinastia dei Mamelucchi, che fece di Damasco la capitale della provincia di Siria. Nonostante una seconda devastazione ad opera del Khan mongolo, Ghazan, nel 1300, Damasco continuò a godere di una certa prosperità economica, grazie ai rapporti commerciali che intrattenne con i porti provenzali, occitani e con le città di Genova, Pisa e Venezia.
Dopo il grave saccheggio subito dai Mongoli di Tamerlano, nel 1401, la città rimase spopolata per circa mezzo secolo, per poi ripopolarsi espandendosi verso sud. I mamelucchi la arricchirono di scuole coraniche, conventi per confraternite di mistici, fontane e bagni pubblici.

### Gli Ottomani

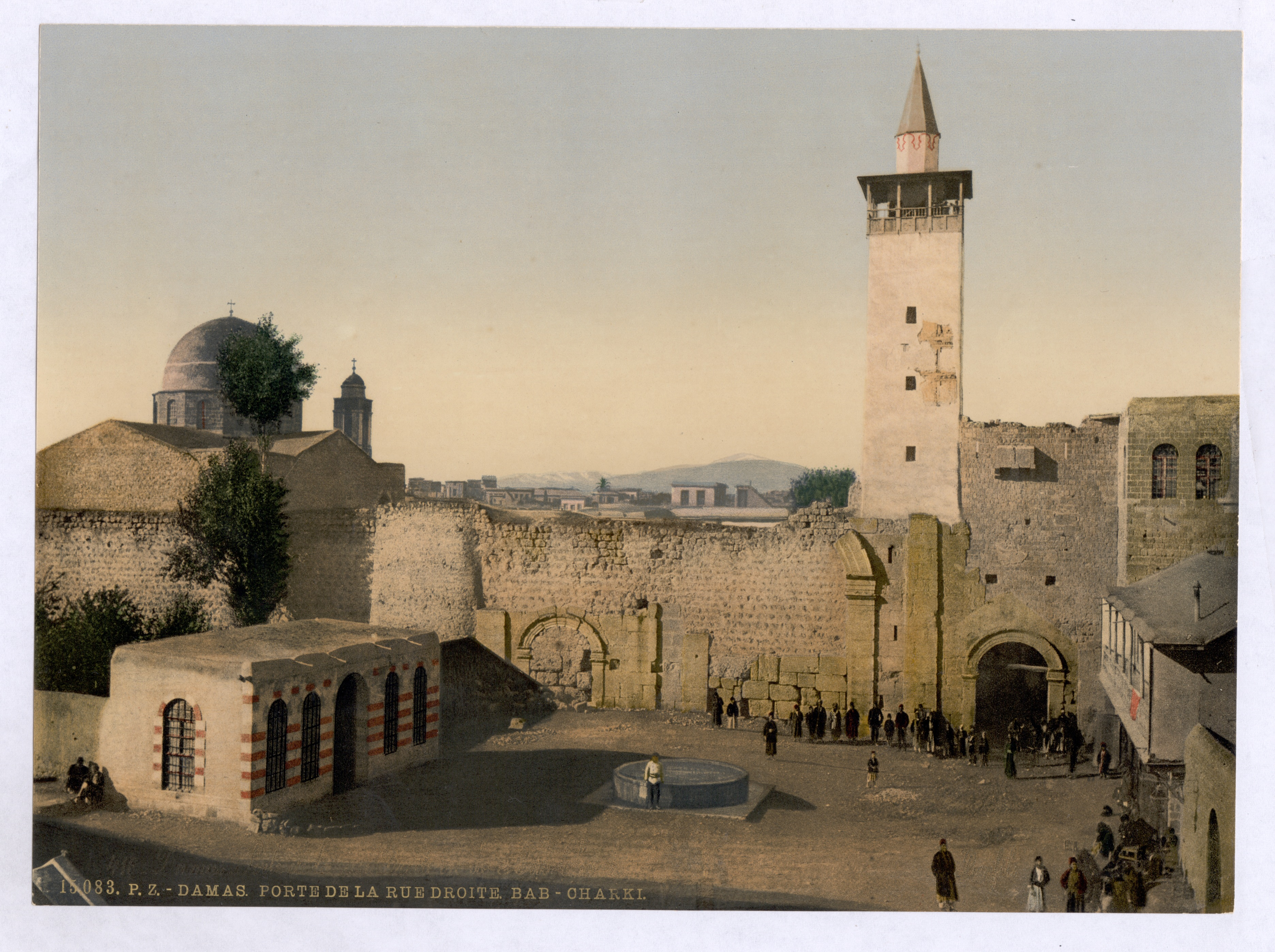
Porta cittadina tra il 1890 e il 1900

Dopo l'arrivo dei Turchi ottomani, nel 1516, Damasco perse ogni interesse strategico e militare, per cui le fortificazioni furono abbandonate, i fossati colmati e la cittadella cadde in rovina. La città divenne sede di una provincia (pashalik) e grazie alla saggia amministrazione di alcuni governatori, tra cui quelli della famiglia al-Azm, conobbe un nuovo momento di prosperità, che portò alla costruzione di due splendidi caravanserragli, il khan Sulayman Pascià e il khan Asad Pascià e del palazzo Azm, che oggi ospita il Museo delle Arti e delle Tradizioni Popolari. All'interno del centro storico fu costruito, a partire dal XVI secolo, il grande mercato coperto.
Nel 1840 in città si verificò quello che divenne noto come l'Affare di Damasco, ovvero il presunto omicidio di padre Tommaso da Calangianus e del suo assistente Ibrahim Amarath. Il caso ebbe notevole risonanza internazionale perché il processo fu condotto in maniera iniqua, adottando anche la tortura e soprattutto influenzato dal forte antisemitismo della locale comunità cristiana.
Nel 1860 i Drusi massacrarono le comunità cristiane ed ebraiche, colpevoli ai loro occhi di godere di troppi privilegi. Gli scontri che ne seguirono portarono poi all'istituzione del Mutasarrifato di Monte Libano. La città, alla fine del XIX secolo, contava circa 150 000 abitanti e grazie alla presenza di un gruppo intellettuale molto attivo divenne il riferimento politico e culturale del nascente nazionalismo arabo.

### Prima guerra mondiale
Damasco venne liberata dal dominio turco-ottomano il 1º ottobre 1918 dalle truppe inglesi di Lawrence d'Arabia e dai beduini di Fayṣal b. al-Ḥusayn b. ʿAlī, che per due anni fu re della Siria.

La città fu liberata al termine della cosiddetta Campagna del Sinai e della Palestina, contro l'impero ottomano, alleatosi durante la prima guerra mondiale alle Potenze Centrali.

### Dal Primo dopo guerra all'età moderna
Ma, nel 1920, la Siria divenne un protettorato francese e nonostante le proteste e le sollevazioni il generale francese Gourand entrò a Damasco il 25 luglio. Fayṣal, sconfitto il 23 dello stesso mese a Battaglia di Maysalun, dovette fuggire e nel 1921 divenne re dell'Iraq. Damasco fu scossa da una ribellione, nel 1925, durante la rivolta del Gebel Druso e fu bombardata dall'aviazione francese.
Capitale della Siria dal 16 settembre 1941, data della proclamazione di indipendenza, durante gli anni della Repubblica Araba Unita (1958-1961) fu relegata in secondo piano rispetto a il Cairo, per poi tornare a essere la sede del governo autonomo della Siria alla fine della fallimentare esperienza. Fino agli anni sessanta del XX secolo Damasco è rimasta una città di dimensioni modeste, ma con l'incremento demografico ha fagocitato le vecchie mura e si è sviluppata in tutte le direzioni, inglobando anche i villaggi dell'oasi.

## Monumenti e luoghi di interesse

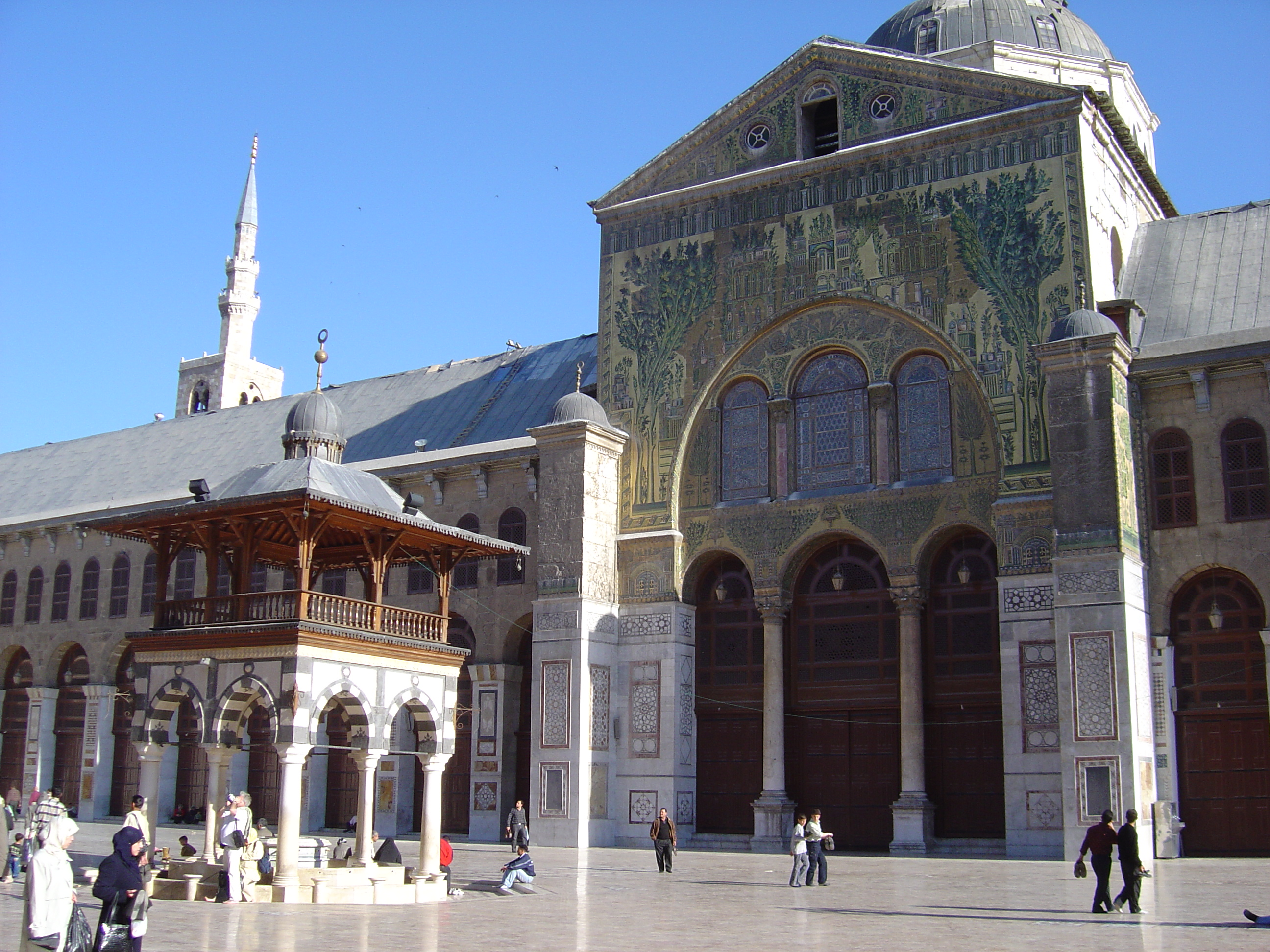
La Grande Moschea degli Omayyadi.

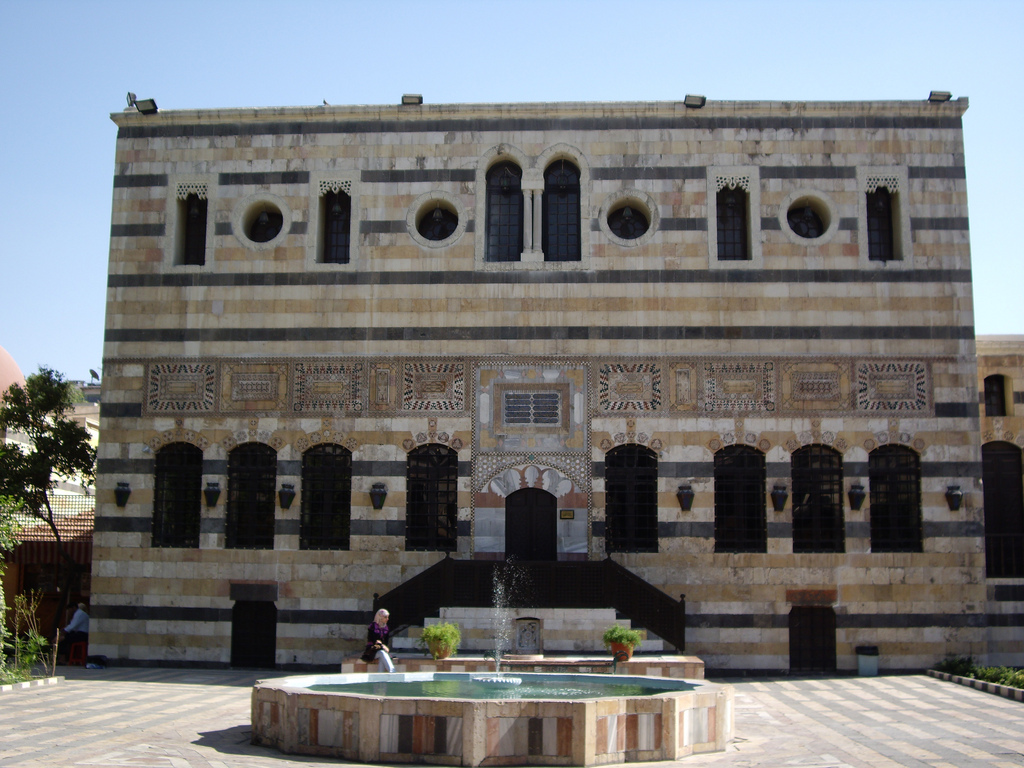
Il Palazzo Azm.

Offre numerosi siti archeologici e conserva alcune fra le principali moschee storiche. Vi hanno lasciato il loro segno molte civiltà, soprattutto quella romano-bizantina e quella islamica. Nel 1979 il centro storico della città, cinto da mura di epoca romana, è stato dichiarato Patrimonio dell'Umanità dall'UNESCO.

### La città vecchia
Entro la cerchia muraria della città vecchia, si trovano tutti i maggiori monumenti cittadini. Il centro è diviso dalla via principale della città romana, la Via recta, che corrispondeva al decumano massimo. Nella zona est risiedevano i cristiani e gli ebrei, separati: a nord i cristiani, nel quartiere denominato Bāb Tūmā, e a sud gli ebrei; nel quartiere (Harat al-Yahūd), oggi, per la maggior parte esuli.
La parte occidentale della città vecchia era riservata ai musulmani e in questa zona della città si trova il maggior numero di monumenti. Fuori dalle mura, sotto le mura della cittadella, vi è la statua in bronzo del Saladino a cavallo con ai piedi Rinaldo di Châtillon e Guido di Lusignano, che commemora la vittoriosa Battaglia di Hattin.

### Architetture religiose

#### Moschee

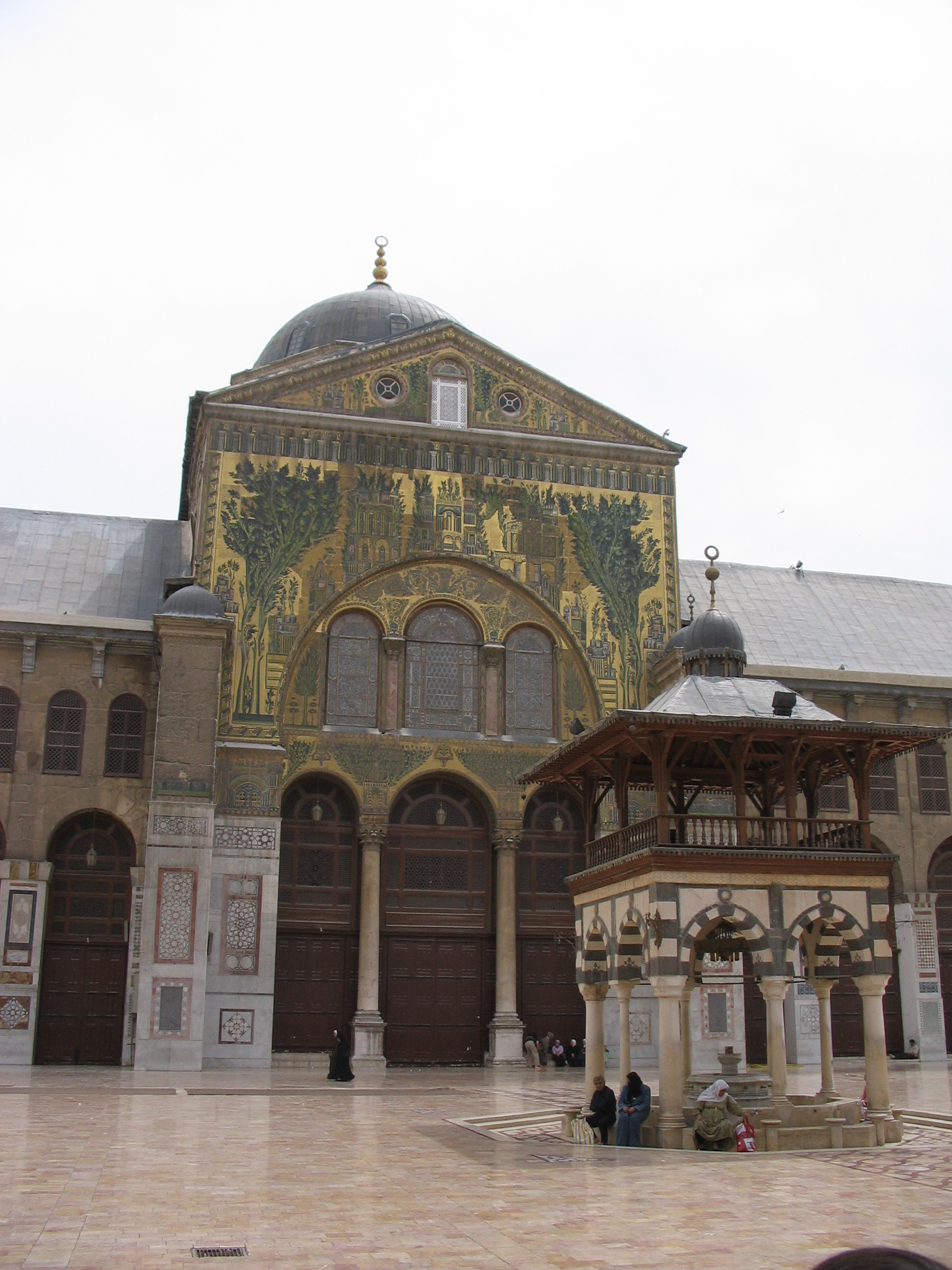
La Grande Moschea degli Omayyadi.

- Grande Moschea degli Omayyadi. Situata nel quartiere di Bāb Tūma (Porta di Tommaso) è senza dubbio uno degli edifici più importanti e rappresentativi della città. Fu costruita dal califfo omayyade al-Walīd b. ʿAbd al-Malik nel 705 d.C. sopra antichi templi e una cattedrale cristiana. Un grande impatto hanno i tre minareti, costruiti in stili diversi. La moschea ha una grande sala di preghiera e un enorme cortile. Qui sono conservate le reliquie di Giovanni Battista, considerate sacre sia dagli abitanti del posto, in gran parte sunniti, sia dalla minoranza sciita, sia dai cristiani.
- Moschea di Solimano. Costruita per volere di Solimano il Magnifico fra il 1554 e il 1560.
- Moschea Sayyida Zaynab. Completata nel 1990 è un mausoleo importantissimo per l'Islam sciita in quanto contiene le spoglie di Zaynab bint Ali, terza figlia del primo Imam sciita ʿAlī ibn Abī Ṭālib e nipote del profeta Maometto.
- Moschea Sayyida Ruqayya. Mausoleo sciita dedicato a Fatima, la figlia di al-Husayn ibn Ali, nel 1985 gli iraniani vi costruirono una moschea piuttosto sobria all'esterno e decoratissima all'interno.

#### Madrase
- Madrasa al-Nūrī
- Madrasa al-ʿĀdiliyya
- Madrasa al-Ẓāhiriyya

#### Chiese cristiane
- La Cappella di San Anania
- La Cappella di San Paolo
- La cattedrale cattolica
- La Cattedrale Mariamita di Damasco
- La cattedrale siriaco-ortodossa
- La Chiesa della Santa Croce

### Architetture civili
- Mausoleo del Saladino. Venne costruito dal al-ʿĀdil I, fratello del Saladino e completato nel 1196. Successivamente vi fu aggiunta una madrasa oggi scomparsa. Caduto in abbandono, il mausoleo fu ricostruito nel 1898 sotto il patrocinio dell'imperatore tedesco Guglielmo II.
- Palazzo Azm. Grande residenza del governatore ottomano in città, è un bell'esempio di architettura tradizionale damascena. Venne costruito fra il 1749 e il 1754.
- Khan di Azim Pascià. Il più grande Caravanserraglio di Damasco, costruito nel XVIII secolo da Azim Pascià.

#### Bazar
- Al-Hamidiyah souq
- Midhat Pasha souq

## Società

### Demografia

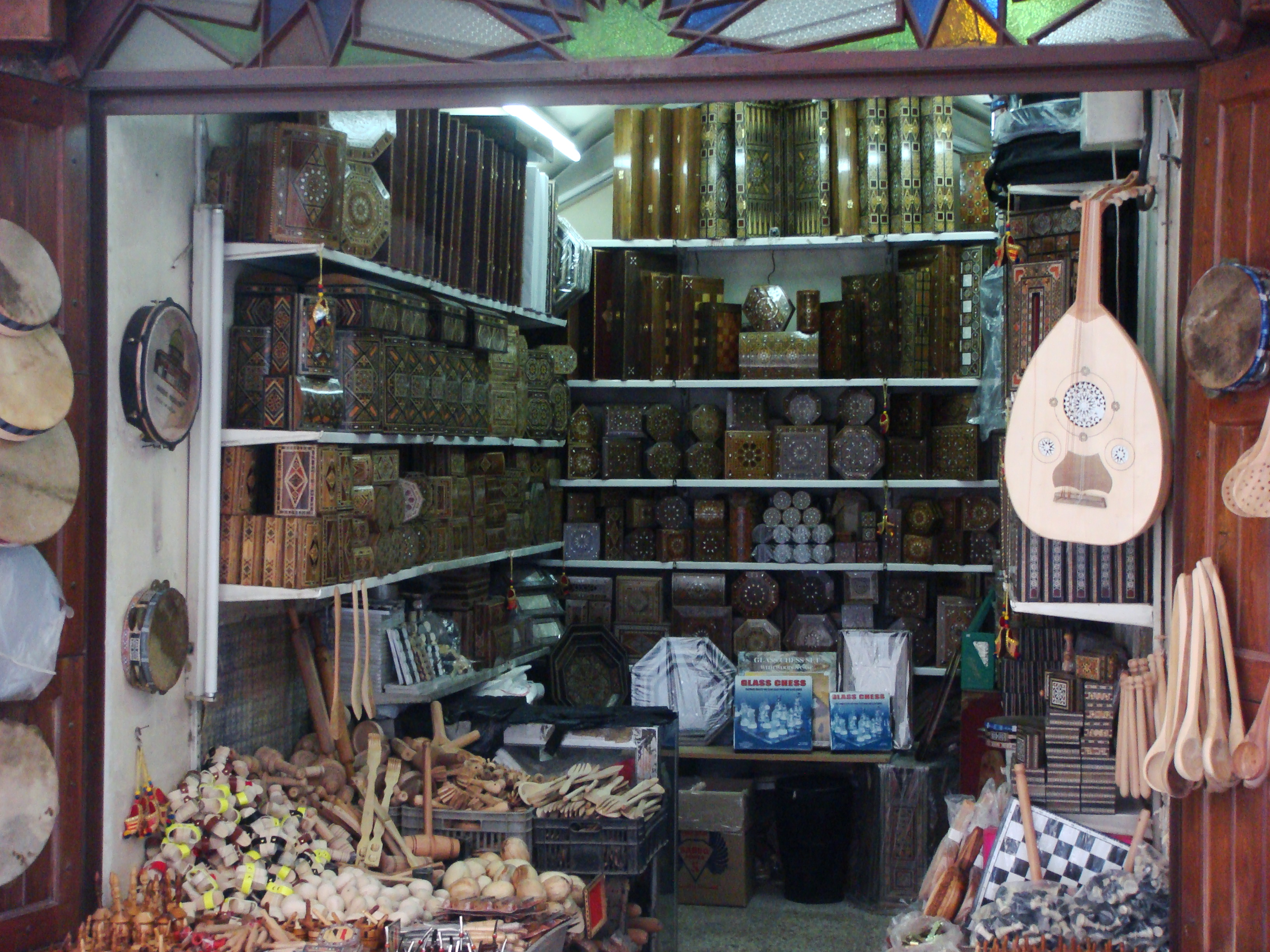
Tipica bottega orientale

Damasco, inclusa la provincia contava circa 3850000 abitanti secondo il censimento del 2004. La popolazione della città è ampiamente cresciuta grazie al costante flusso di immigrati da tutta la Siria, oltreché di rifugiati palestinesi e iracheni. Attorno a Damasco gravita la Ghuta, costituente un'ampia area metropolitana.

### Composizione etnoreligiosa
Damasco ha attratto immigrati da tutta la Siria. La grande maggioranza della popolazione è di etnia araba. Le minoranza etniche più consistenti sono i curdi, concentrati a Rukn al-Din e perlopiù arabizzati, gli armeni, i turcomanni e i circassi. Dal punto di vista religioso la popolazione è prevalentemente musulmana, in maggioranza sunnita. Nel corso della seconda metà del XX secolo giunsero in città centinaia di migliaia di alauiti, attratti dalle prospettive di carriera nell'esercito; essi costituiscono la maggioranza a Mizza. Una cospicua minoranza della popolazione è costituita da cristiani, prevalentemente greco-ortodossi, melchiti, siro-ortodossi e apostolici armeni. Concentrati storicamente a Bab Tuma, i cristiani damasceni sono oggi distribuiti in tutta la città. Fino al XIX secolo risiedeva in città anche un'antica comunità di ebrei siriani, emigrata del tutto a partire dal XX secolo.

## Cultura

### Musei
- Museo nazionale di Damasco
- Museo delle Arti e delle Tradizioni Popolari
- Museo della Calligrafia Araba
- Museo della Medicina e delle Scienze Arabe o museo arabo di storia medica e scientifica
- Museo della Storia di Damasco
- Museo Militare
- Museo dell'Agricoltura
- Museo della Moschea degli Omayyadi

## Economia
I prezzi dei prodotti alimentari nel mercato siriano si sono stabilizzati in seguito al recente aumento dei prezzi che ha caratterizzato il 2008. Tuttavia, i consumatori siriani si lamentano di un forte aumento dei prezzi della frutta. Imad Alasil, responsabile della tutela dei consumatori presso il dipartimento siriano del Ministero Economia, ha spiegato che l'aumento dei prezzi è influenzato da diversi fattori, guidato dalle spese di trasporto, la qualità e l'origine.
I prezzi del mercato immobiliare a Damasco hanno subito un aumento del 14% nel 2008.
La Siria spende il 90% dell'acqua di cui dispone per l'industria e l'agricoltura, mentre a Damasco i residenti sono costretti ad acquistare acqua in nero. Mufak Khalouf, capo dell'approvvigionamento idrico dell'autorità della rete fognaria, ha avvertito di recente che la capitale siriana potrebbe rimanere senza acqua. Secondo Khalouf, il problema è risultato dalla mancanza di precipitazioni nell'inverno 2009, considerando che Damasco si appoggia quasi totalmente sulla pioggia e la neve per riempire le sue riserve d'acqua. Uno studio condotto dal Giappone e dall'Agenzia della Cooperazione Internazionale stima che la Siria dovrebbe investire miliardi di dollari al fine di evitare una grave crisi idrica.

## Infrastrutture e trasporti
La città è servita dall'Aeroporto Internazionale di Damasco.

## Amministrazione

### Gemellaggi
Damasco è gemellata con:
- Buenos Aires
- Erevan
- Rio De Janeiro
- San Paolo
- Toronto
- Alessandria
- Il Cairo
- Tokyo
- Amman
- Atene

- Ferrara
- Firenze
- Tripoli
- Rabat
- Bucarest
- Cordova
- Malaga
- Madrid
- Istanbul
- Budapest

## Galleria d'immagini

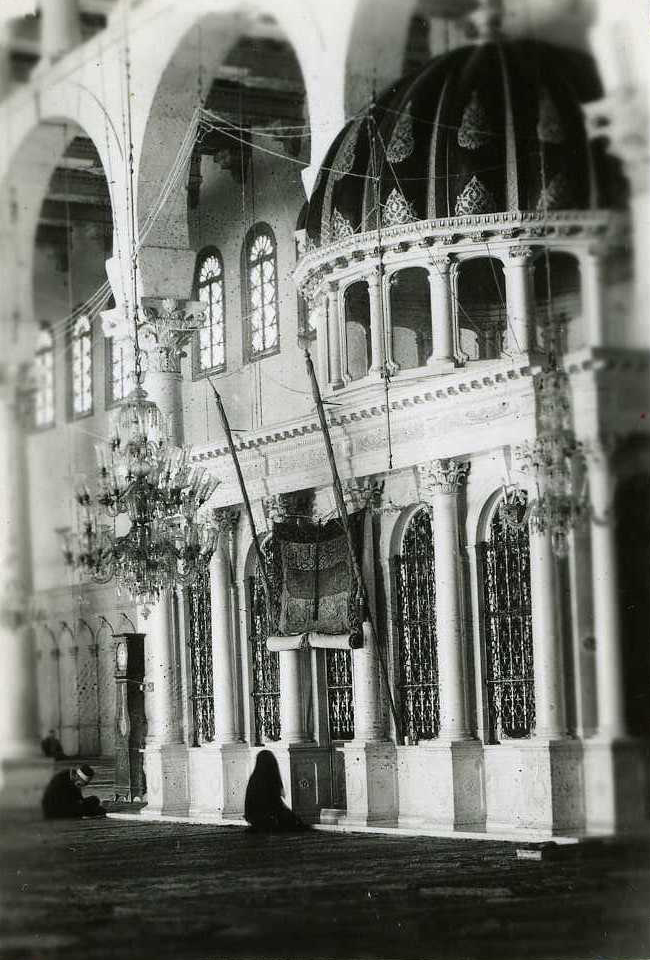
Il reliquiario di San Giovanni Battista nella moschea degli Omayyadi
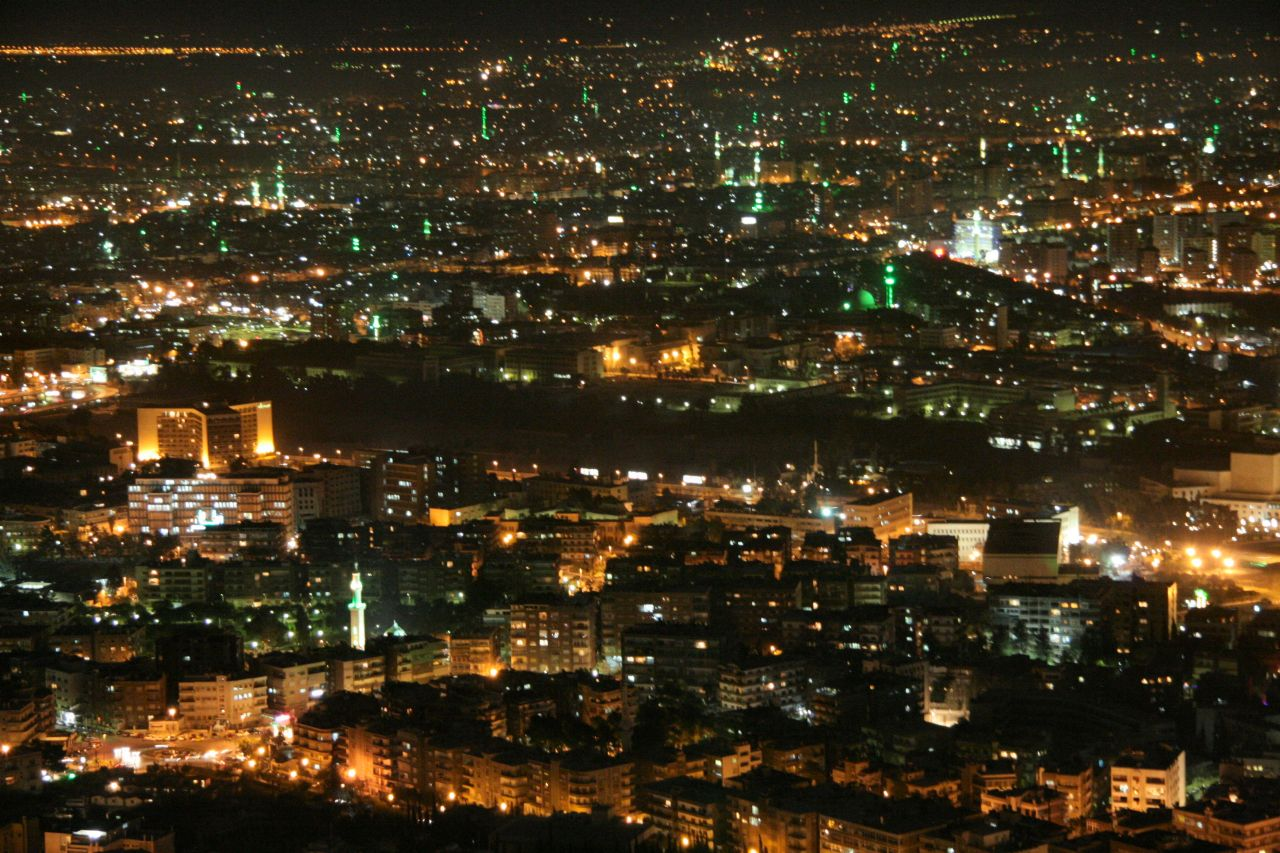
Damasco di notte: si notano le costruzioni che rendono moderno l'aspetto della città
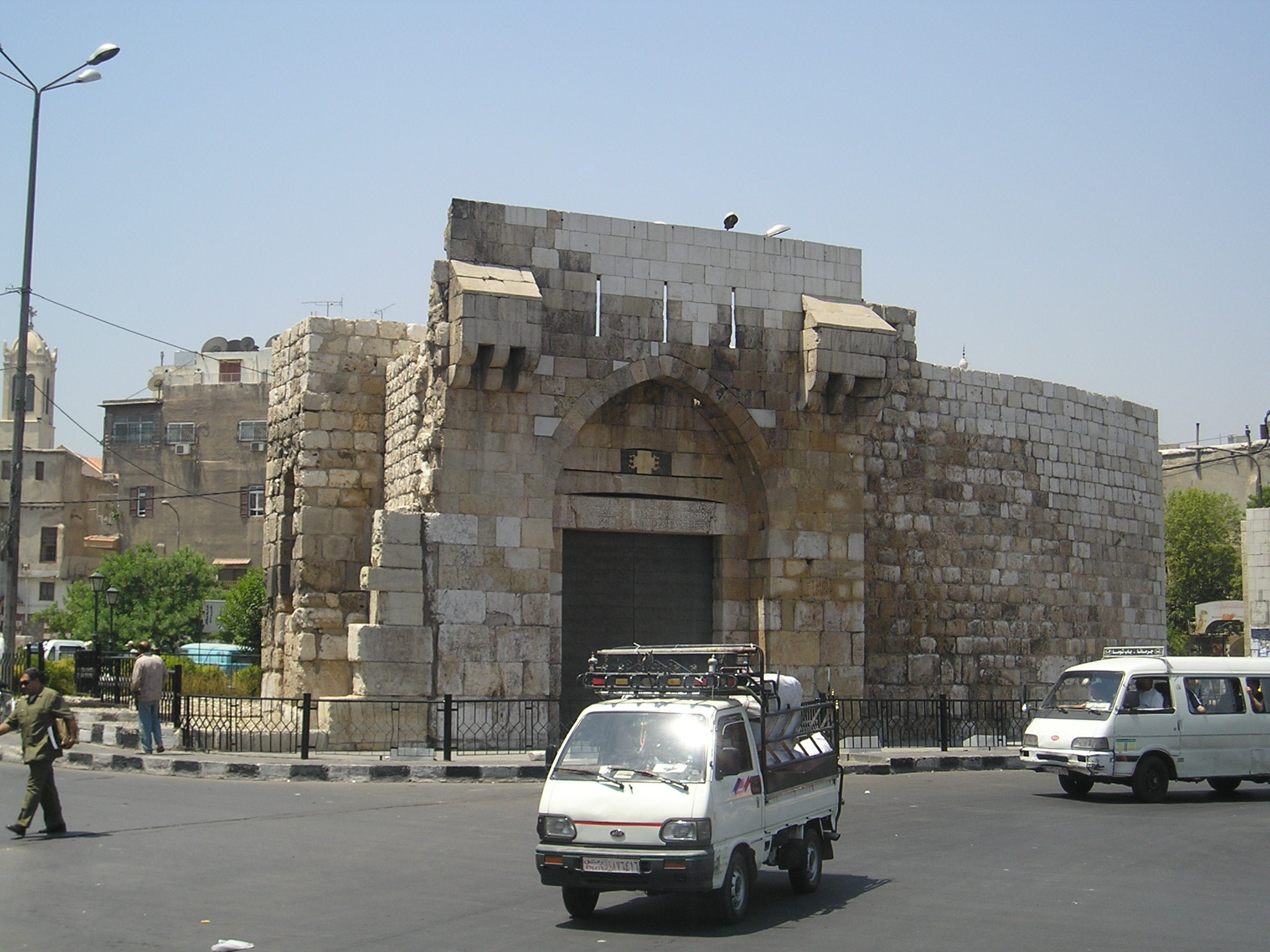
Bab Tuma (Porta di Tommaso)
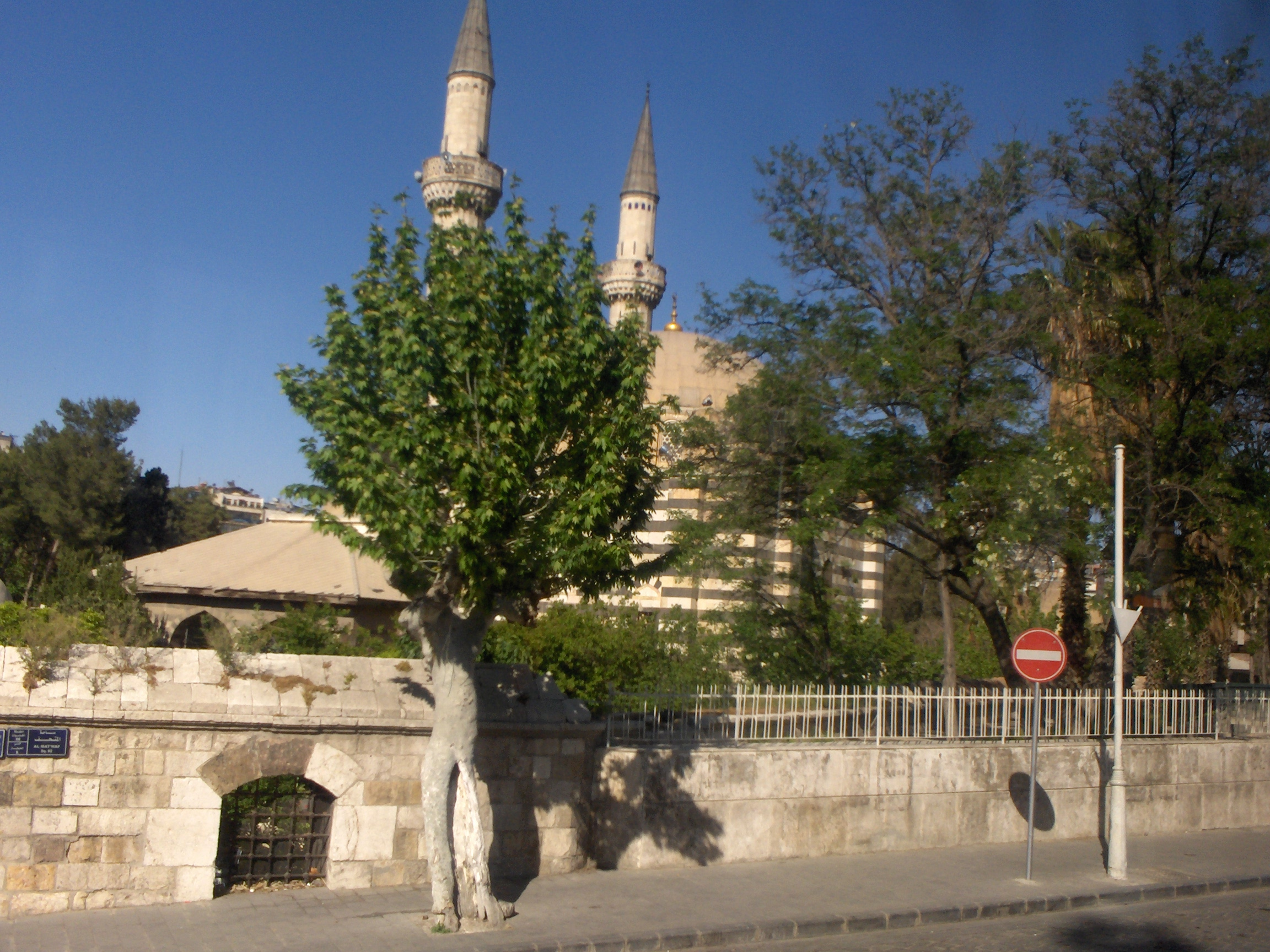
La moschea della Takiyya Sulaymaniyya